# راتينجية ماير
راتينجية ماير نوع شجري يتبع جنس الراتينجية من الفصيلة الصنوبرية.

## البيئة والانتشار
ينتشر في الصين.